# 中国致公党河南省委员会
中国致公党河南省委员会，简称致公党河南省委、河南致公党，是中国致公党在河南省的地方组织。